# Furt
Furt je osmá epizoda druhé série amerického muzikálového televizního seriálu Glee a v celkovém pořadí třicátá epizoda. Scénář napsal tvůrce seriálu Ryan Murphy, režírovala ji Carol Banker a poprvé se vysílala ve Spojených státech dne 23. listopadu 2010 na televizním kanálu Fox. V této epizodě se jako hostující hvězda objevila herečka Carol Burnettová a hrála roli poněkud kruté matky trenérky roztleskávaček Sue Sylvester (Jane Lynch), která se poprvé po letech objeví právě teď, aby navštívila Suinu svatbu, když se bude vdávat sama za sebe. Koná se dlouho očekávaná svatba Burta Hummela (Mike O'Malley) a Carole Hudson (Romy Rosemont) a příběh ze šikanováním vyvrcholí a ve výsledku tím, že na konci epizody přejde Kurt (Chris Colfer) ze střední školy McKinley High na Daltonovu akademii.
Epizoda obsahuje coververze čtyř písní, které většinou získaly pozitivní ohlasy. Tři zazněly během svatební sekvence Burta a Carole a dvě písně původně od Bruna Marse, „Marry You“ a „Just the Way You Are“ se umístily v americké hitparádě Billboard Hot 100, ale i v několika jiných mezinárodních žebříčcích. Burnettina role a její píseň s Lynch byla kritiky chválena stejně jako svatba Kurta a Carole, ale Suina svatba, kde si vzala samu sebe, byla široce kritizována. Navíc, několik recenzentů včetně Kevina Fallona z The Atlantic si myslelo, že příběh se šikanováním byl protahován po příliš mnoho epizod.
V den původního vysílání epizodu sledovalo celkem 10,41 milionů amerických diváků a získala 4,0/12 Nielsenova ratingu a podílu ve věkové skupině od osmnácti do čtyřiceti devíti let. Stala se nejméně sledovanou epizodou z celé druhé série a sledovanost se velice snížila oproti předcházející epizodě s názvem Suplentka.

## Děj epizody
Burt Hummel (Mike O'Malley) a Carole Hudson (Romy Rosemont) řeknou svým synům, Kurtovi (Chris Colfer) a Finnovi (Cory Monteith), že jsou zasnoubeni. Kurt trvá na tom, že by New Directions vystoupí na svatebním obřadu i oslavě. Ředitelka Sue Sylvester (Jane Lynch) oznámí svůj záměr, že si chce vzít sama sebe a člen sboru Sam Evans (Chord Overstreet) řekne další člence sboru Quinn Fabray (Dianna Agron), že ji miluje a rád by si ji v budoucnu i vzal a nabídne ji zásnubní prsten.

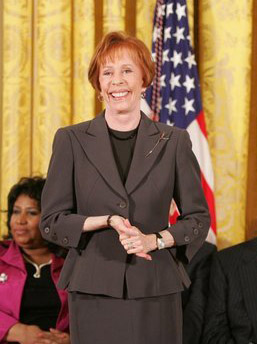
Carol Burnet se v epizodě objevuje jako matka Sue Sylvester (Jane Lynch)

Kurt je nadále ohrožován školním tyranem Davem Karofskym (Max Adler) a bojí se ho na každém kroku. Sue sice Kurta chápe a chce mu pomoci, ale řekne mu, že Karofskeho nemůže potrestat, dokud Kurta fyzicky nenapadne. Hlavní zpěvačka sboru Rachel Berry (Lea Michele) přesvědčuje členky klubu, aby se jejich milí, kteří hrají fotbal, zastali Kurta. Ale její vlastní přítel Finn odmítá, protože se obává, že by to mohlo ohrozit jeho postavení jako quaterbacka. Artie Abrams (Kevin McHale) a Mike Chang (Harry Shum mladší) Karofskeho konfrontují a požadují, aby nechal Kurta na pokoji. Karofsky se jim chce pomstít a Sam je brání tím, že se s Karofskym popere. Na Quinn čin Sama zapůsobil a rozhodne se, že zásnubní prsten přijme. Karofsky později vidí Kurta a Finna, kteří si zkoušejí svatební tanec a posmívá se jim před Burtem. Burt je tím rozhvěván, ale stává se rozlíceným, když mu Kurt řekne, že mu Karofsky vyhrožoval, že ho zabije. Ihned zorganizuje setkání se Sue, Karofskeho otcem (Daniel Roebuck) a Kurtem a Karofskym, na kterém Sue Karofskeho vyloučí ze školy.
V den svatby navrhuje Santana Lopez (Naya Rivera) Finnovi, kterého chce opět získat, že by měl prozradit, že spolu minulý rok spali (v epizodě Síla Madonny), aby měl ve škole větší popularitu. Finn ji ale řekne že to neudělá, protože miluje Rachel, která mu ještě navíc nedávno přiznala, že mu lhala, že spala se svým tehdejším přítelem Jessem (Jonathan Groff); Finn v tu samou dobu také lhal tím, že řekl, že se Santanou nespal.
Na svatbě vystupují New Directions s písní „Marry You“ od Bruna Marse, když celý sbor a poté i Burt a Carole tancují směrem k oltáři, kde se pak oni dva vezmou. Během svatební oslavy Finn použije svou řeč svědka jako příležitost omluvit se Kurtovi, že ho nebránil a slibuje, že v budoucnu ho bránit bude a oznámí, že Finn a Kurt jsou teď „Furt“. On a další členové sboru věnují Kurtovi vystoupení s Marsovou písní „Just the Way You Are“ a noví nevlastní bratři spolu tančí. Po svatbě se Kurt a jeho rodiče dozví, že školní rada zrušila Karofskeho vyloučení a dala mu pouze slovní varování, což mu umožňuje, aby se vrátil zpět do školy. Sue odstoupí z funkce ředitelky jako projev protestu vůči tomu a Burt a Carole použijí své peníze původně určené pro líbánky k tomu, že zapíší Kurta do Daltonovy akademie, chlapecké školy, kde je nulová tolerance šikany. Školu také navštěvuje Kurtův kamarád Blaine Anderson (Darren Criss).
Zatímco se připravuje svatba Burta a Carole, tak Sue vytváří své vlastní svatební plány. Je překvapená, když její matka přijede do města. Doris (Carol Burnettová), bývalá lovkyně nacistů, která zanedbávala výchovu Sue a její sestry Jean (Robin Trocki), se pokouší napravit svou dlouhodobou nepřítomnost, ale přesto svoji dceru příliš kritizuje, Sue dojde trpělivost, nazve ji tyrankou a vyhodí ji ze své svatební zkoušky. Doris odchází a Sue a Jean jsou tu zase jedna pro druhou.

## Seznam písní
- „Ohio“
- „Marry You“
- „Sway“
- „Just the Way You Are“

## Hrají
| Dianna Agron     | Quinn Fabray          |
| Chris Colfer     | Kurt Hummel           |
| Jane Lynch       | Sue Sylvester         |
| Jayma Mays       | Emma Pillsburry       |
| Kevin McHale     | Artie Abrams          |
| Lea Michele      | Rachel Berry          |
| Cory Monteith    | Finn Hudson           |
| Heather Morris   | Brittany Pierce       |
| Matthew Morrison | William Schuester     |
| Mike O'Malley    | Burt Hummel           |
| Amber Riley      | Mercedes Jones        |
| Naya Rivera      | Santana Lopez         |
| Mark Salling     | Noah „Puck“ Puckerman |
| Jenna Ushkowitz  | Tina Cohen-Chang      |